# Star Wash
Star Wash war ein Musikprojekt von Marc Dienewald im Bereich Techno. Dienewald ist auch unter den Pseudonymen Marc Brilliant und Wash ’N’ Go bekannt.

## Hintergrund
Bekannt wurde Star Wash vor allem durch den Track Disco Fans, der im Jahre 1994 erschien. Der Track erschien nach ein paar Wochen in den Top Ten der deutschen Charts und erhielt eine Goldene Schallplatte. Er war auf der Technoveranstaltung Mayday im gleichen Jahr mehrmals zu hören. Das Video war auf dem Musiksender VIVA zu sehen.